# Cybosia
Cybosia är ett släkte av fjärilar som beskrevs 1819 av Jacob Hübner, och ingår i familjen björnspinnare.

## Arter inom släktet
Enligt Catalogue of Life och Dyntaxa:
- Cybosia albida
- Cybosia cremella
- Cybosia eborea
- Cybosia eborina
- Cybosia eremella
- Cybosia flava
- Cybosia flavobscura
- Cybosia lutarella
- vit borstspinnare
- Cybosia mesomellula
- Cybosia obscura
- Cybosia postnigrescens
- Cybosia postpallida
- Cybosia quatrilis